# Pietroasele
Pietroasele è un comune della Romania di 3 458 abitanti, ubicato nel distretto di Buzău, nella regione storica della Muntenia.
Il comune è formato dall'unione di 6 villaggi: Câlțești, Clondiru de Sus, Dara, Pietroasa, Pietroasa Mică, Șarânga.

## Il Tesoro di Pietroasele
Durante scavi archeologici effettuati nel 1837, nella zona di Pietroasele furono scoperti importanti reperti chiamati Tesoro di Pietroasele. Si tratta di 22 oggetti in oro risalenti al IV secolo. Sfortunatamente, 10 di questi oggetti sono andati perduti, mentre gli altri 12 sono oggi conservati nel Museo di Storia Romena di Bucarest.

## Le terme romane
Nei dintorni di Pietroasele è stato inoltre ritrovato un importante sito archeologico, con i resti di un complesso termale di epoca romana.

## Immagini delle terme

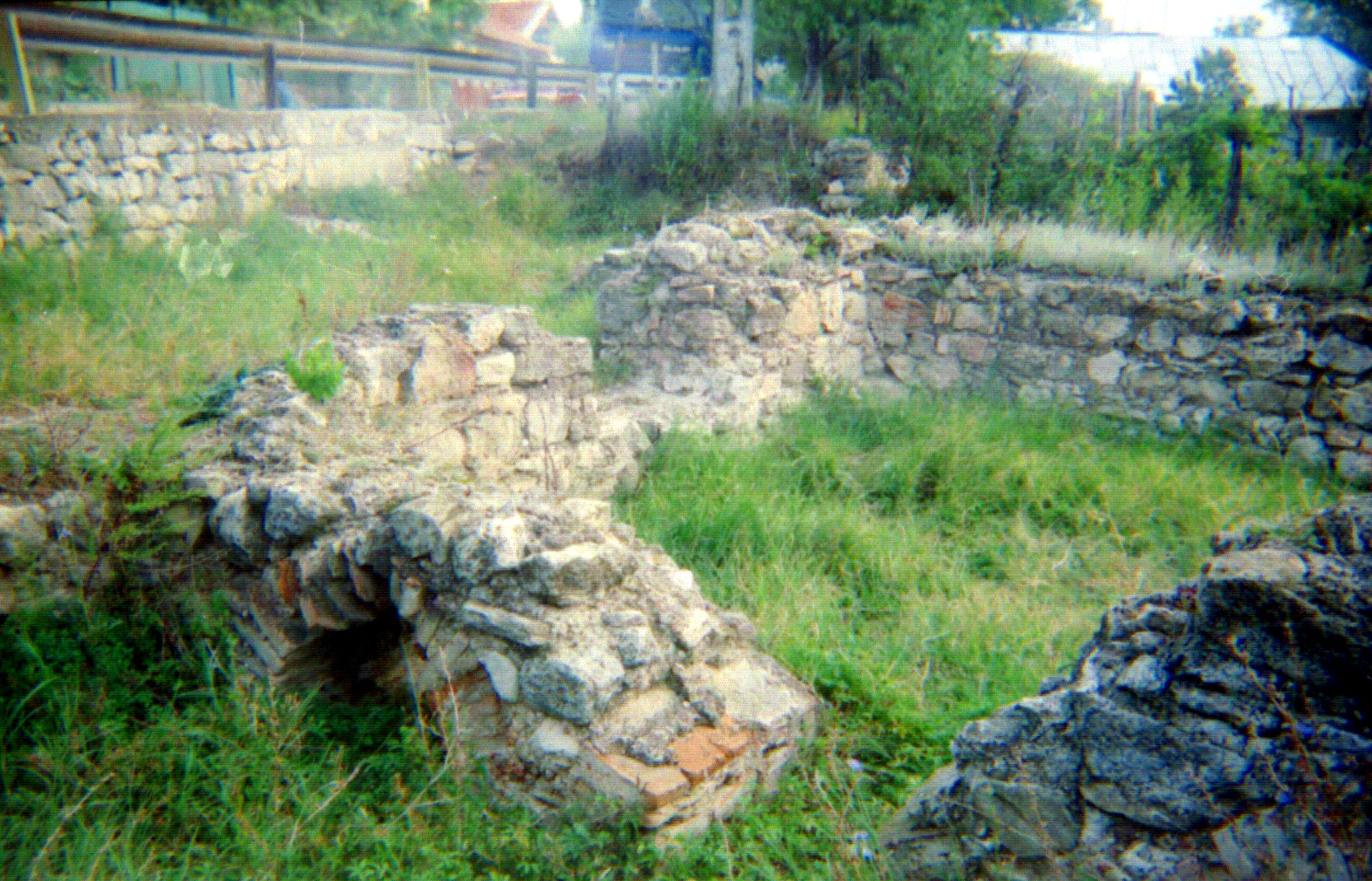
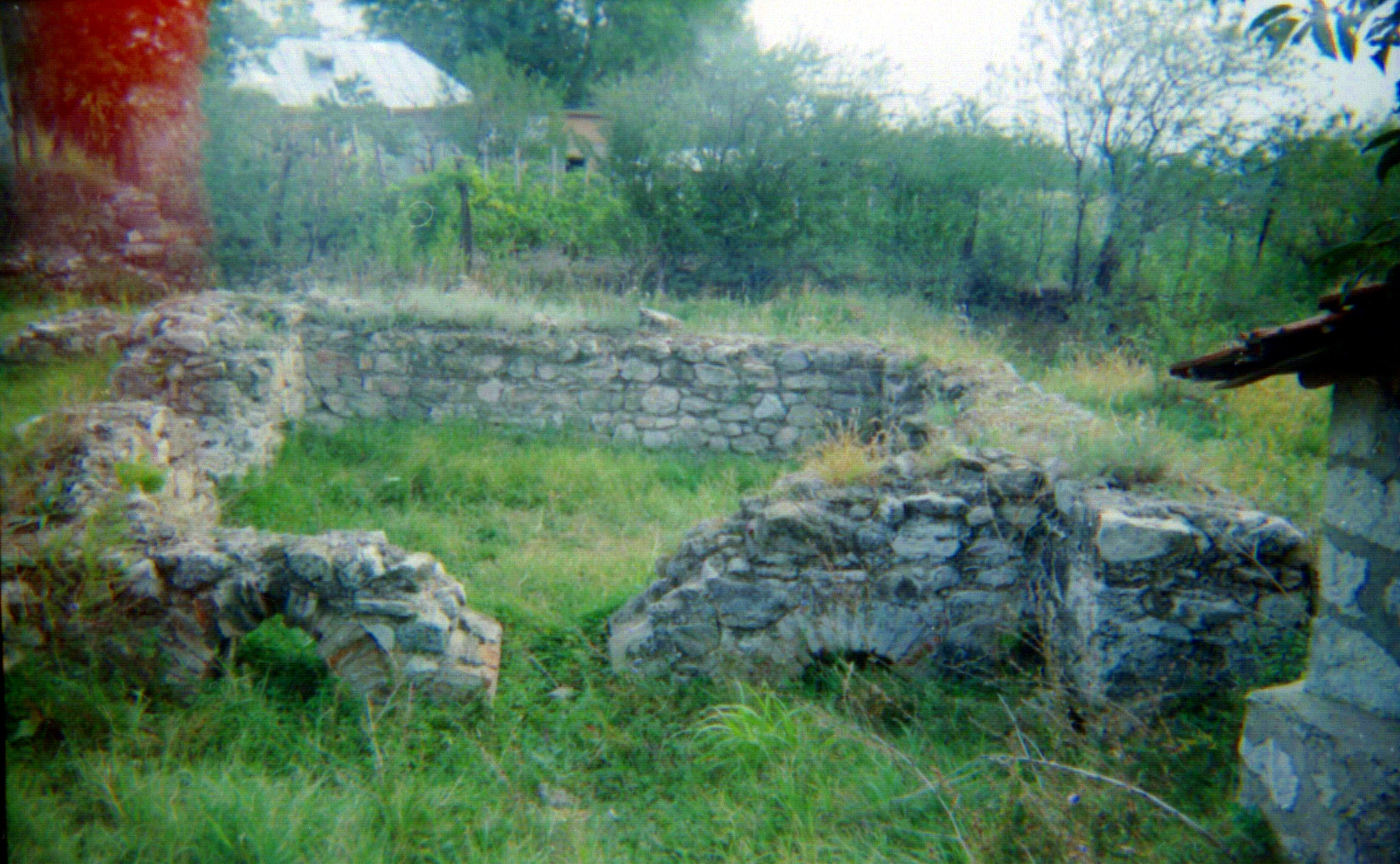
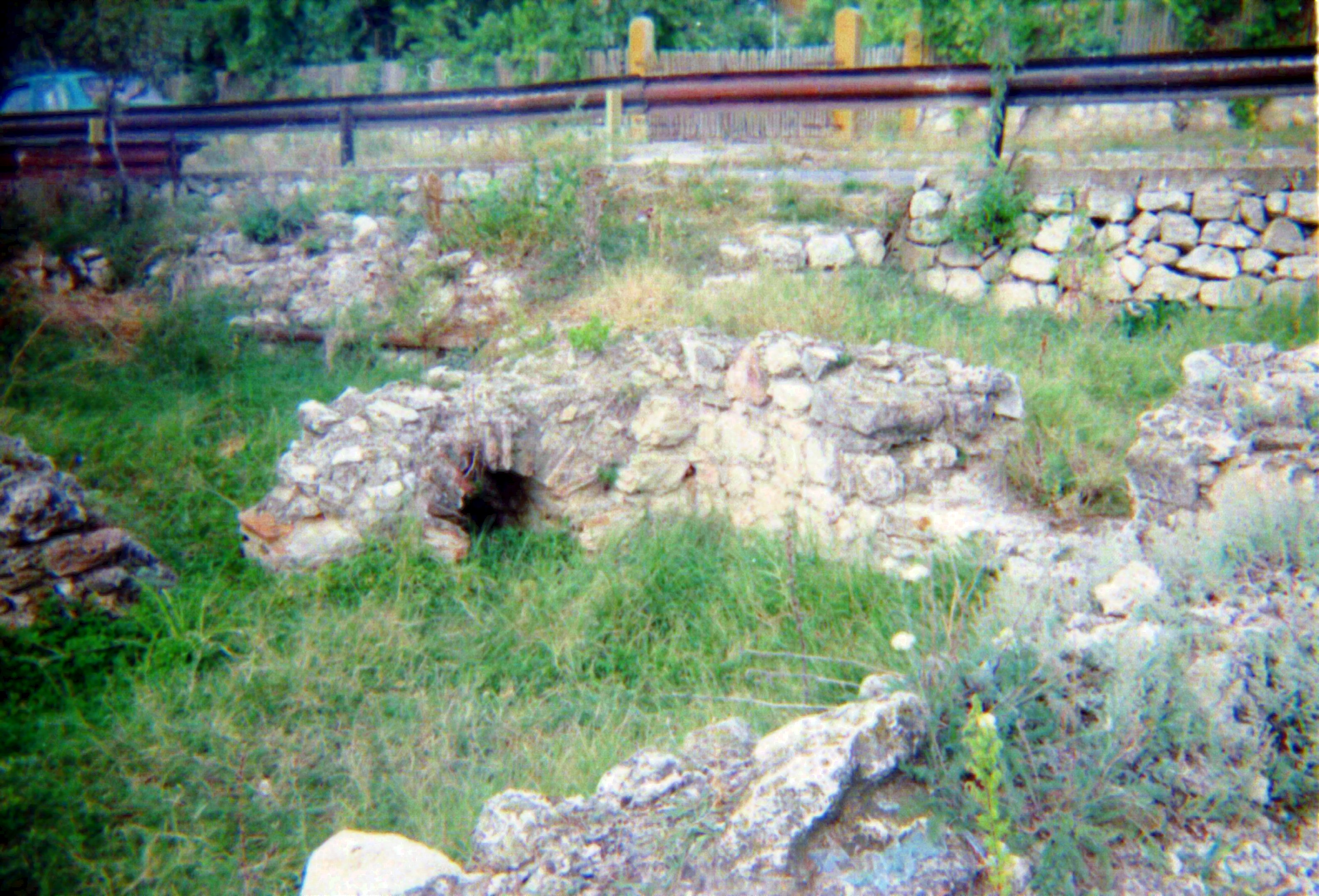
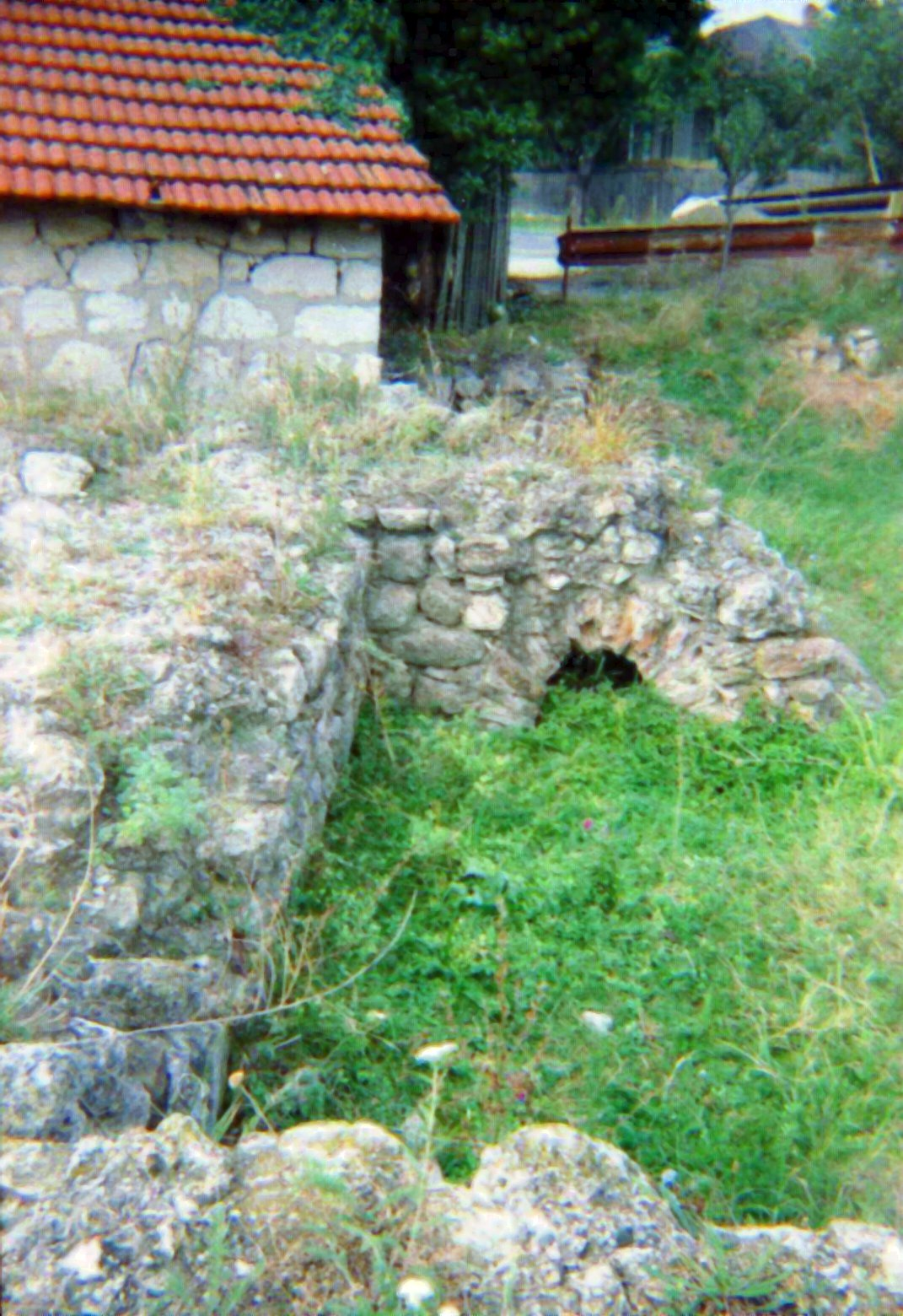
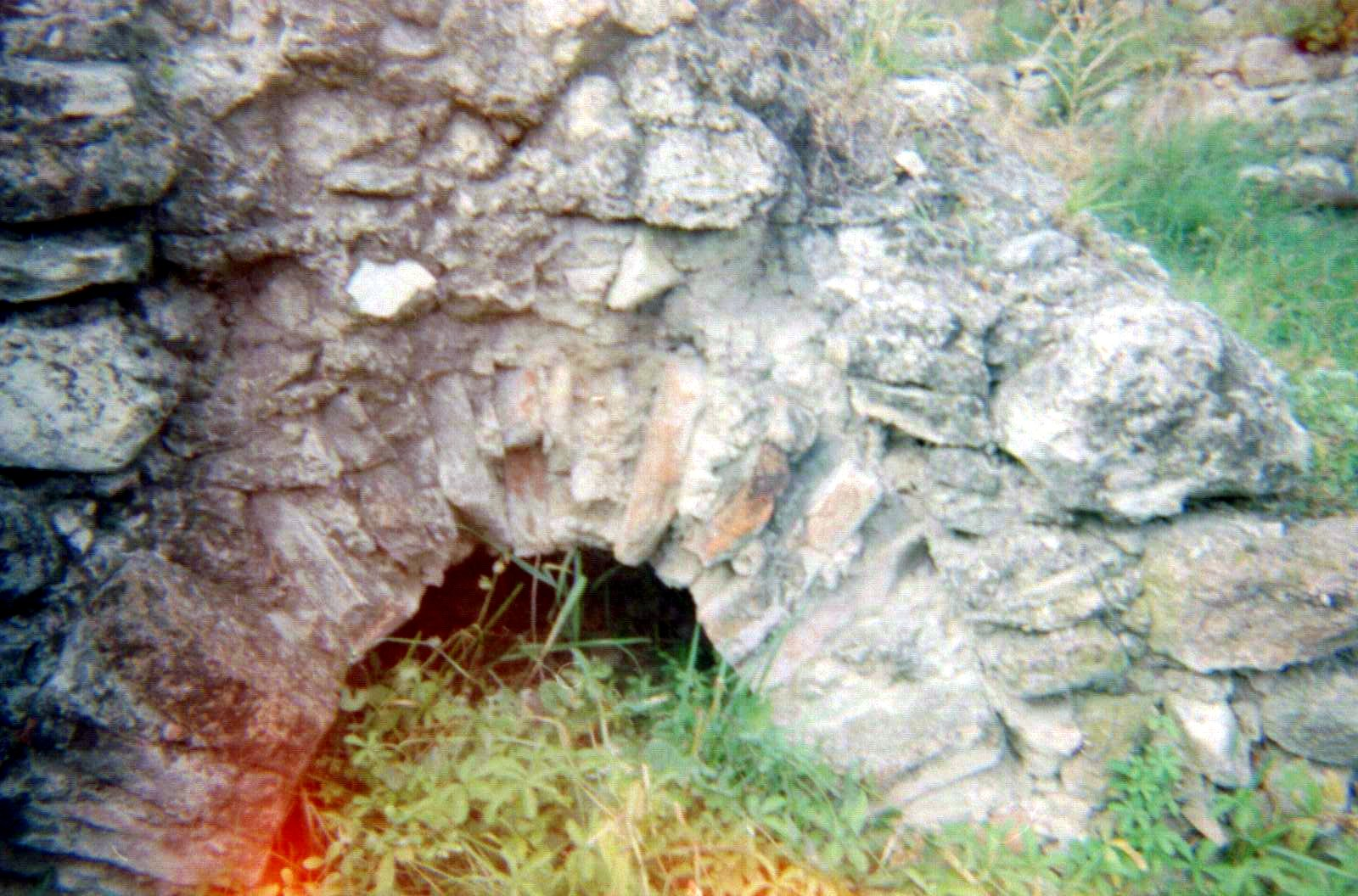